# Paranthrene callipleura
Paranthrene callipleura is een vlinder uit de familie wespvlinders (Sesiidae), onderfamilie Sesiinae.
Paranthrene callipleura is voor het eerst wetenschappelijk beschreven door Meyrick in 1932. De soort komt voor in het Afrotropisch gebied.